# それいゆ (歌手)
それいゆ（2003年7月20日 - ）は日本の歌手。過去にはガールズポップユニット・たんきゅんデモクラシーのメンバー、バンド・SOLEILのボーカリストであった。東京都出身。

## 略歴
イギリス人でスカバンドのドラマーであった父親と日本人の母親の間に生まれる。「それいゆ」は本名で、母親が好きだった雑誌「それいゆ」から名付けられた。
3歳の頃からモデル活動を始め、2014年、母親の大学時代からの知り合いであるまゆたん（元マサ子さん）が郷拓郎（detune.）とともにプロデュースしていたたんきゅんの後継グループ・たんきゅんデモクラシーとして音楽活動を開始。活動開始時点では小学5年生だったが、中学2年生・14歳という設定だった。2016年3月19日、「たんきゅんデモクラシーの卒業式 さようなら、女子中学生くるみとそれいゆとすずりとはんし」（原宿ストロボカフェ）をもって活動終了。
それいゆと旧知のサリー久保田（ex.ザ・ファントムギフト、les 5-4-3-2-1）、中森泰弘（ヒックスヴィル、ましまろ）により、2017年SOLEILを結成。3枚のオリジナルアルバム、4枚のシングルをリリース、2018年にリリースされた近田春夫のアルバム『超冗談だから』収録の「ゆっくり飛んでけ」ではドラムで参加。2019年12月22日、「LAST CHRISTMAS CONCERT」（Veats Shibuya）をもって活動休止。
2020年11月20日、配信ライブ「中森泰弘アワー"Hi,Hi,Hi,"配信編〜Vol.1」にて、アコースティックライブを行う。
2021年1月23日、初のソロ作品として、7インチシングル「海月のななり」をリリース。

## 作品

### アナログ盤
- 「海月のななり」（2021年1月23日、もあめむレコード）

## 出演

### ミュージックビデオ
- アーバンギャルド「君は億万画素」